# دردسر (فیلم ۱۹۲۱)
دردسر (انگلیسی: The Nuisance) یک فیلم کمدی صامت کوتاه آمریکایی به کارگردانی جس رابینز است که در سال ۱۹۲۰ منتشر شد. از بازیگران این فیلم می‌توان به اولیور هاردی و جیمی اوبری اشاره کرد.